# 존 불

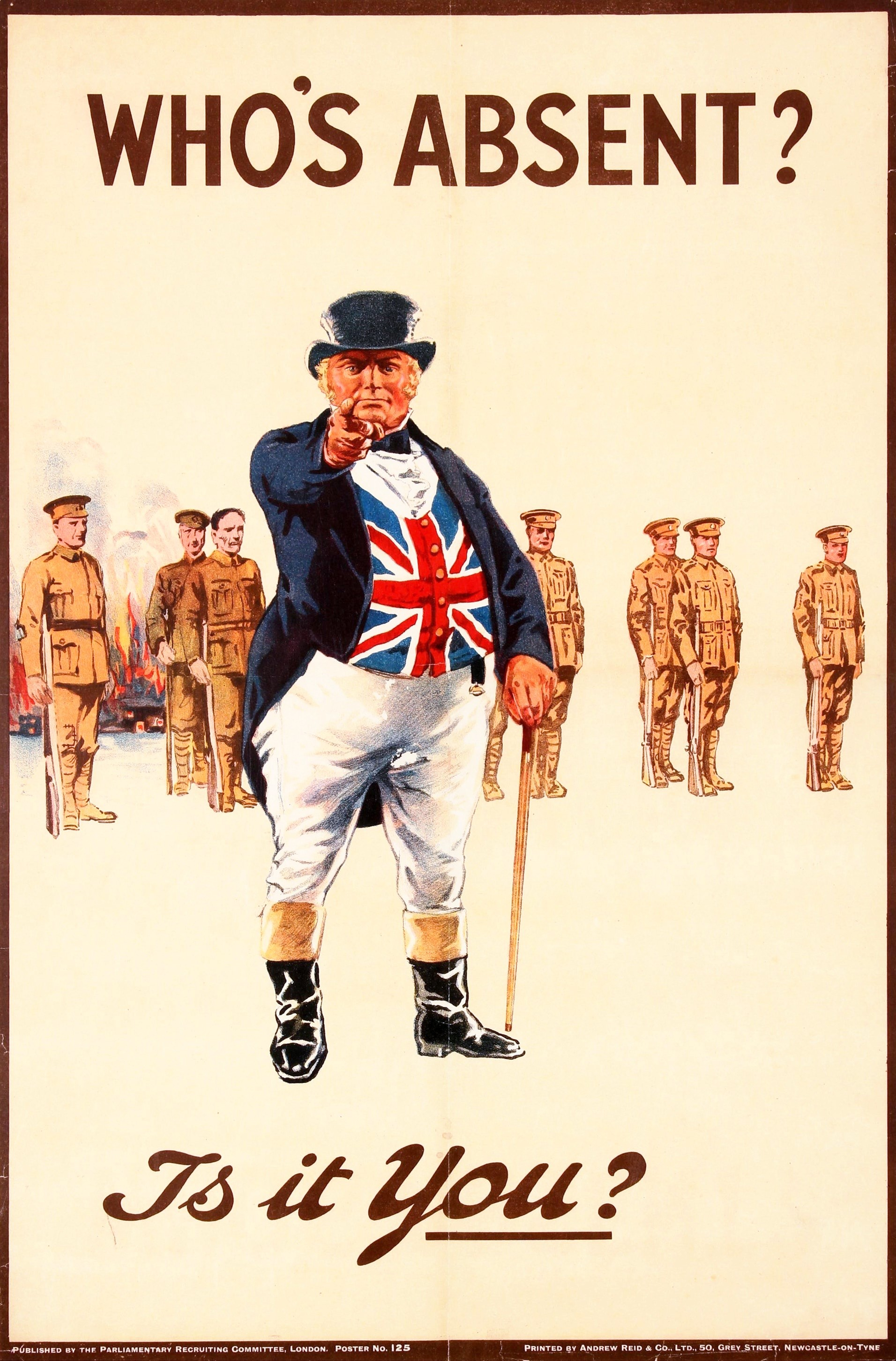
1차대전 모병 포스터의 존 불

존 불(John Bull)은 영국 특히 잉글랜드를 의인화한 인물이다. 특히 정치 만화나 유사한 그림 작품에 중년의 배불뚝이에 중절모를 쓰고 부르주아를 연상시키는 복장을 한 남자로 그려진다.
주로 프랑스인들이 조롱 차원에서 이 용어를 사용하는 경우가 많다.

## 기원
존 불은 1712년 아버스노트가 만든 것이며, 영국의 출판 업자들에 의해 대중화되었다. 아버스노트는 그의 1712년 홍보물 《법은 밑빠진 구덩이다》(Law is a Bottomless Pit)에서 불을 창조하였다. 원래 조롱의 의미였는데, 윌리엄 호가스와 다른 영국의 작가들은 불을 자유 잉글랜드인의 영웅의 원형으로 만들었다. 이후 불의 형태는 미국의 만화가 토머스 내스트나, 《존 불의 다른 섬》(John Bull's Other Island)의 저자 아일랜드 작가 조지 버나드 쇼와 같은 삽화가와 작가들에 의해 외국으로 퍼졌다.
1760년대 시작하여, 불은 앵글로 색슨 국가들의 사람들에 의해 그려졌다. 그는 거의 담황색 양복조끼와 단순한 프록 코트를 입은 모습으로 그려졌다.(과거에는 진청색이었지만, 최근에는 유니언잭 색깔로) 브리타니아, 또는 라이언은 종종 다른 시사 만화에서 대체물로 사용되었다.
문학적 인물로서 존불은 선하고, 좌절하고, 상식적이며, 토종적이다. 이후 등장한 엉클 샘과는 달리 그는 관위있는 인물이라기 보다는 작은 맥주와 내면적 평화를 가진 농부에 가까우며 애국심은 가지고 있었으나 영웅적 도전을 가지고 있지는 않았다. 아르부스노트는 그에게페그(스코틀랜드)라는 여동생을 주었는데, 루이스 바분(프랑스 부르봉)과는 전통적 적대 관계였다. 페그는 18세기 이후에도 등장하지만 다른 원래의 설정인물들은 사라져 간다.

## 같이 보기
- 엉클 샘
- 마리안
- 브리타니아 (의인화)